# D.Dreams Sound System-Nepal
 "Dazzle Dreams Sound System. Nepal"  — другий альбом гурту Dazzle Dreams, який був виданий у 2008 році на лейблі Moon records. 

## Композиції
CD
1. Intro
2. Rita's Inspiration
3. Long Way To Pokhara
4. Sarangi Groove
5. Buddha
6. Old Man
7. Om

DVD
1. Film "D.Dreams Sound System. Nepal"

## Склад учасників
- Дмитро Ципердюк — вокал, тексти
- Сергій Гера — музика, клавішні, аранжування
- Грег Ігнатович — аранжування

## Цікаві факти
- Альбом задумувався як дебютний в проекті "Dazzle Dreams Sound System". За замислом учасників гурту, музиканти мали здійснювати регулярні подорожі закордон, записувати народні мелодії інших країн і на їх основі створювати реміксовані музичні композиції. Кожний альбом проекту мав би бути присвячений окремій країні.